# Politoleda
Politoleda – rodzaj małży morskich należących do podgromady pierwoskrzelnych. Muszle tych małży mają kształt trójkątno-owalny. Do rodzaju Politoleda należy 1 gatunek:
- Politoleda polita (G. B. Sowerby I, 1833)[1]